# ジェノーニ
ジェノーニ（イタリア語: Genoni）は、イタリア共和国サルデーニャ州南サルデーニャ県にある、人口約800人の基礎自治体（コムーネ）。

## 地理

### 位置・広がり

#### 隣接コムーネ
隣接するコムーネは以下の通り。括弧内のORはオリスターノ県所属を示す。
- アルバジャーラ (OR)
- アッソロ (OR)
- ジェヌーリ
- ジェストゥリ
- ゴンノズノ (OR)
- ラーコニ (OR)
- ヌラーグス
- ヌレーチ (OR)
- セッツ
- シーニ (OR)